# Fronteira Bielorrússia–Rússia
A fronteira entre a Bielorrússia e a Rússia é um linha muito sinuosa de 959 km de comprimento, sentido norte-sul, que separa o norte e o leste da Bielorrússia de um trecho central do oeste da Rússia Europeia, Federação Russa. É cortada por muitos rios. No norte se inicia na tríplice fronteira Bielorrússia-Rússia-Letônia. Vai para o leste por cerca de 150 km, volta-se e vai para sudeste por uns 300 km, apresenta uma volta para o oeste, onde se inicia um outro trecho, final, de uns 100 km, (vai a sudeste, depois a sudoeste). Atinge a outra fronteira tripla, dos dois países com a Ucrânia.
Nesse total de 959 km estão incluídos os limites entre o enclave russo de San'kovo-Medvezh'e que se encontra dentro do território bielorrusso, no leste. Fica a leste de Babruyski, no Voblast de Homiel. É composto por duas cidades.
A fronteira separa as províncias bielorrussas de Voblast de Viciebsk, Voblast de Mahilou e Voblast de Homiel dos Oblasts de Smolensk e Bryansk da Rússia.
A Bielorrússia foi parte do Império Russo desde o século XVIII, embora já fizesse parte da antiga Rússia desde o século IX. Em 1922 se tornou uma república da URSS. Veio a se separar da Rússia com a dissolução da União Soviética em 1991, embora tenha resistido bastante à separação desde as reformas de Mikhail Gorbachev na década de 1980.